# ぼらん
ぼらん（VORANS）は、東日本フェリーが運航していたフェリー。

## 概要
内海造船瀬戸田工場で建造され、1983年に苫小牧 - 八戸航路に就航した。船名はラテン語でとびうお座を意味する。
この他室蘭 - 八戸航路、函館 - 青森航路にも用いられ、1998年3月に引退した。
その後、1999年1月に海外売船され、中国で大舜として、煙台 - 大連航路に就航したが、同年11月24日、煙台港から大連港に向かって航行中、荒天で煙台港へ引き返す際に甲板から火災が発生。強風と高波により牟平区方面に流され、姜格庄の浅瀬に座礁した後、山東省煙台沖で炎上沈没した。
乗員乗客312名のうち36名が救助されたが、翌日までに118名の遺体が回収され、150名以上が行方不明となった。

## 設計
船型は全通船楼甲板型で、船尾は内海造船が得意とするスプリット船尾となっていた。バウスラスタ、フィンスタビライザーを備え、車両甲板には、カーリフター（能力2トン）、船倉内ランプ2基が設置され、ランプドアは船首（バウバイザー付）船首部右舷、船尾の3箇所に設けられていた。
スプリット船首の採用によりスクリューの負担を軽くし推進性能を向上し、排ガスを用いての燃料の加熱を行うといった省エネ構造を施した他、日本のカーフェリーでは初めて上甲板にヘリポートを配置した。
同型船として、ばにあ、べえだが建造された。

## 船内

### 船室
- 特等洋室（2名部屋）
- 1等洋室（4名部屋）
- 2等寝台
- 2等和室
- ドライバー室

### 設備
パブリックスペース
- 案内所
- ロビー
- 多目的ホール

供食・物販設備
- 売店
- 自動販売機

入浴設備
- シャワールーム

娯楽設備
- ゲームコーナー